# Бойові кораблі прибережної зони типу «Фрідом»
Корабель типу «Фрідом» (англ. Freedom-class littoral combat ship) був запропонований консорціумом, утвореним Lockheed Martin (головний підрядник), і Fincantieri (проектування) через дочірню компанію Marinette Marine (виробник) як основи для побудови флоту малих багатоцільових військових кораблів для бойових дій в прибережній зоні. Схвалено будівництво двох кораблів як конкурента літоральним кораблям типу «Індепенденс», пропонованим General Dynamics і Austal. Передбачалося побудувати до 55 літоральних бойових кораблів.
Незважаючи на початкові плани побудувати тільки по два кораблі кожного типу, ВМС США оголосили про плани замовити до десяти додаткових кораблів кожного типу, в цілому по дванадцять кораблів. На 2016 рік п'ять кораблів в строю, ще дев'ять перебувають на стадії будівництва або доведення.

## Планування і будівництво

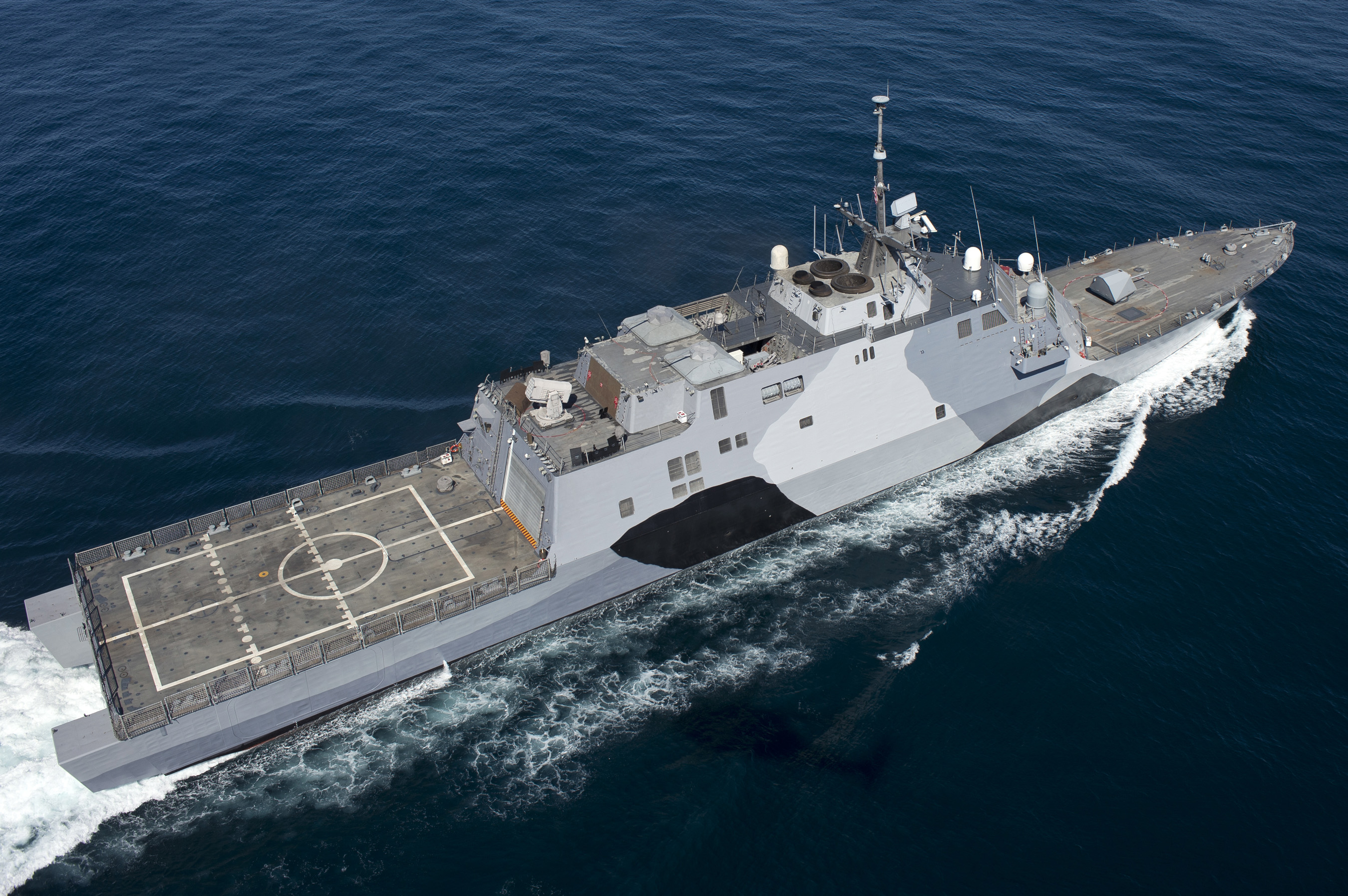
«Freedom» у лютому 2013 року. Видно великий вертолітний майданчик і пускову установку RAM на ангарі.

Проєктування багатоцільових бойових кораблів прибрежної зони почалось на початку 2000-х років. Контракт на будівництво двох перших кораблів підписали з командою Lockheed Martin LCS (Lockheed Martin, Gibbs &amp; Cox, Marinette Marine, Bollinger Shipyards) в травні 2004 года. Паралельно як альтернативу компанія Austal USA будувала два кораблі іншого типу.
Головний корабль Freedom заклала в червні 2005 року компанія Marinette Marine в Марінетті, штат Вісконсін.
Перевитрата коштів під час будівництва Freedom в поєднанні з прогнозованим майбутнім перевитратою змусило уряд зупинити проект в січні 2007 року, що в кінцевому рахунку призвело 13 квітня 2007 року до скасування будівництва LCS-3 (другий корабель споруди Lockheed Martin). Пізніше будівництво цього корабля відновили.
Станом на початок 2021 року прийняли на озброєння 10 кораблів цього типу, іще 5 кораблів перебували на етапі будівництва. Проте, через системні проблеми в трансмісії, командування флоту вирішило призупинити прийняття нових кораблів цього типу до розв'язання цієї проблеми.
Так, церемонія прийняття на озброєння USS Minneapolis-Saint Paul (LCS-21) мала відбутись навесні 2021 року, проте через виявлені проблеми в трансмісії була відкладена на невизначений термін.

## Конструкція

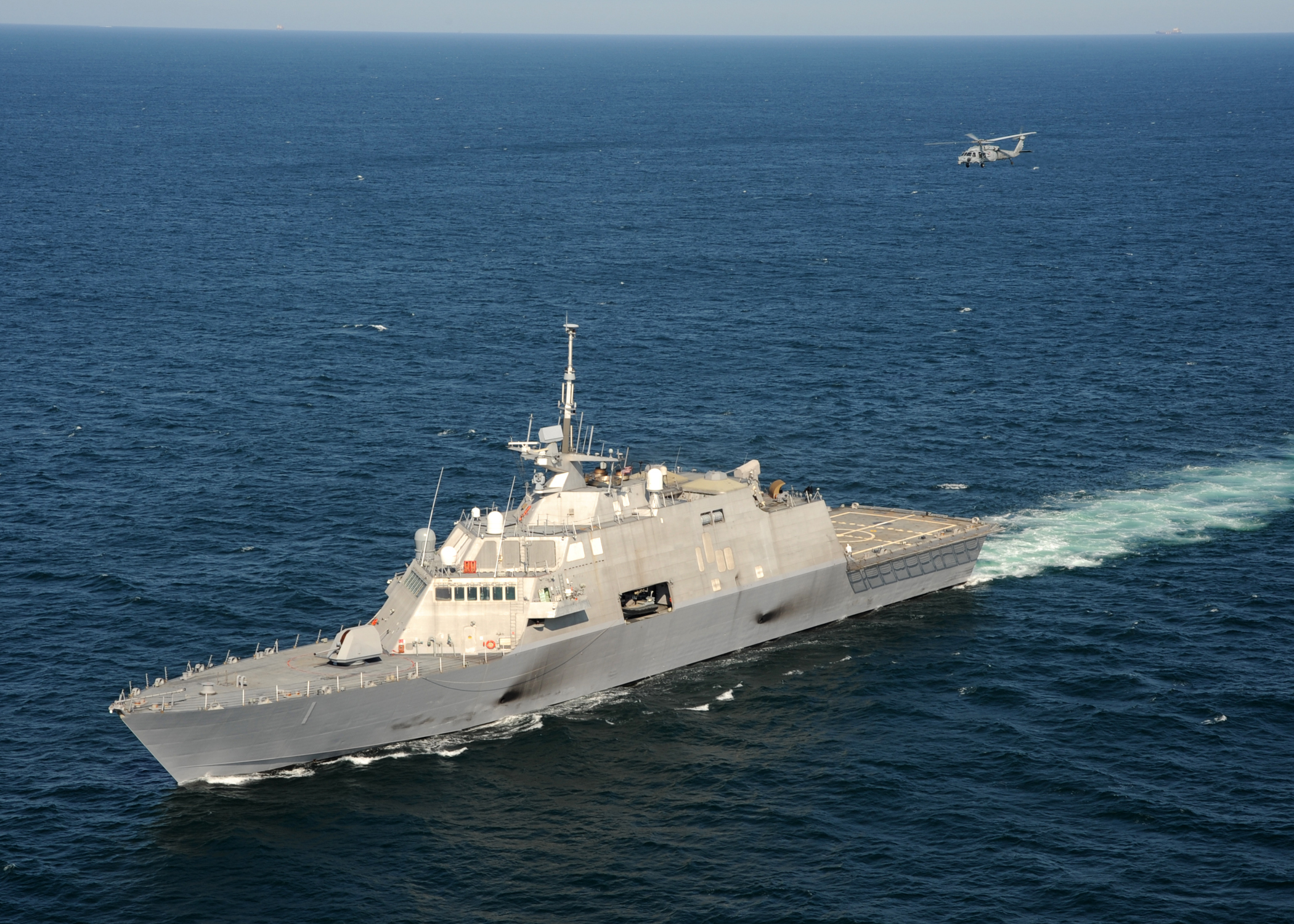
Вертоліт MH-60 Seahawk наближається до «Freedom», 2009 рік

Довжина корпусу становить 115 м, водотоннажність — 3500 т, швидкість досягає 47 вузлів. Конструкція включає реформовану несучу конструкцію для змінних специфічних для різних місій модулів, польотну палубу з інтегрованою системою зльоту, посадки і обслуговування вертольотів, а також можливість спуску і підйому пілотованих і безпілотних катерів як з корми, так і з борта.
Льотна палуба в півтора рази більше, ніж у стандартного надводного корабля, і використовує систему Trigon для переміщення вертольотів в ангар і з ангара. У корабля є два способи прийому вантажів: кормова рампа і права бічні двері біля ватерлінії. База для установки модулів має тривісний кран для переміщення модулів і розміщення вантажів.
Передня палуба має зону модульного зброї, яке може бути використане для встановлення 57-мм гармати або ракетної установки. Ракетна установка Rolling Airframe встановлена над ангаром для захисту на коротких дистанціях від літаків і крилатих ракет, а у верхній частині надбудови встановлені 12,7-мм кулемети. Кораблі також призначені для розміщення безпілотних катерів типу Fleet.
Основний екіпаж складається з 40 осіб, що з урахуванням персоналу, специфічного для місії, і авіагрупи в сумі становить близько 75 осіб. Автоматизація дозволяє скоротити екіпаж, що значно знижує експлуатаційні витрати. Під час тестування головного корабля два екіпажі будуть змінювати один одного через чотиримісячний період.
Чотири 750-кіловатних дизельних генератори Fincantieri Isotta Fraschini виробляють 3 мегавати електроенергії для живлення суднових систем.
За оцінкою бюджетного управління Конгресу, паливо буде становити «від 8 до 18 відсотків» загальної вартості життєвого циклу Freedom.
Живучість LCS обох типів за оцінкою ВМФ є проблемою номер один, тоді як для фрегатів типу «Oliver Hazard Perry» вона була проблемою номер два. Локхід стверджує, що кораблі типу Freedom більш живучі, ніж фрегати, тому що вимоги ВМС для різних рівнів живучості були змінені з моменту прийняття на озброєння фрегатів, і тому що Freredom побудований з високоміцної легкої сталі, яка не була раніше доступна.
Починаючи з LCS-17, кораблі типу Freedom будуть оснащені військово-морським радаром TRS-4D. TRS-4D — це радар АФАР, побудований Airbus Defence and Space, який аналогічний німецькому, встановленому на фрегати типу F125, з тією різницею, що LCS матиме антенний пост, що обертається замість фіксованої панелі. TRS-4D — трьохкоординатний багатофункціональний військово-морської радар, що поєднує в собі механічне та електронне азимутальне сканування, яке забезпечує підвищену чутливість для виявлення більш дрібних цілей з більшою точністю і більш швидкої генерацією треків. Це буде перший радар з АФАР, встановлений на кораблі ВМС США.

## Досвід використання
На початку вересня 2016 року оголосили, що перші чотири кораблі програми LCS будуть використані як тестові платформи. В їх число входять Freedom і Fort Worth.
У лютому 2020 року оголосили, що ВМФ планує вивести перші чотири кораблі LCS зі складу флоту. З повідомлення начальника морських операцій Військово-морських сил США від 20 червня 2020 року, стало відомо, що списання має відбутися 31 березня 2021 року.

## Перелік кораблів проєкту
| Назва                  | Бортовий номер | Закладено        | Спущено на воду | Прийнято на озброєння | Статус |
| ---------------------- | -------------- | ---------------- | --------------- | --------------------- | --- |
| «Фрідом»               | LCS-1          | 2 червня 2005    | 23 вересня 2006 | 8 листопада 2008      | На озброєнні; в березні 2021 року заплановано виведення зі складу флоту                                                 |
| «Форт Ворт»            | LCS-3          | 11 липня 2009    | 7 грудня 2010   | 22 вересня 2012       | На озброєнні; в березні 2021 року заплановано виведення зі складу флоту                                                 |
| «Мілвокі»              | LCS-5          | 27 жовтня 2011   | 18 грудня 2013  | 21 листопада 2015     | На озброєнні |
| «Детройт»              | LCS-7          | 11 серпня 2012   | 18 жовтня 2014  | 22 жовтня 2016        | На озброєнні |
| «Літл-Рок»             | LCS-9          | 27 червня 2013   | 18 липня 2015   | 16 грудня 2017        | На озброєнні |
| «Сіу-Сіті»             | LCS-11         | 19 лютого 2014   | 30 січня 2016   | 17 листопада 2018     | На озброєнні |
| «Вічіта»               | LCS-13         | 9 лютого 2015    | 17 вересня 2016 | 12 січня 2019         | На озброєнні |
| «Біллінгс»             | LCS-15         | 2 листопада 2015 | 1 липня 2017    | 3 серпня 2019         | На озброєнні |
| «Індіанаполіс»         | LCS-17         | 18 липня 2016    | 18 квітня 2018  | 26 жовтня 2019        | На озброєнні |
| «Сент-Луїс»            | LCS-19         | 17 травня 2017   | 15 грудня 2018  | 8 серпня 2020         | На озброєнні |
| «Міннеаполіс–Сент-Пол» | LCS-21         | 22 лютого 2018   | 15 червня 2019  |                       | Прийняття на озброєння мало відбутись навесні 2021 року, відкладене на невизначений термін через проблеми з трансмісією |
| «Куперстаун»           | LCS-23         | 14 серпня 2018   | 19 січня 2020   |                       | Встановлення обладнання                                                                                                 |
| «Марінетт»             | LCS-25         | 27 березня 2019  | 31 жовтня 2020  |                       | Триває спорудження |
| «Нантакет»             | LCS-27         | 9 жовтня 2019    |                 |                       | Триває спорудження |
| «Белойт»               | LCS-29         | 22 липня 2020    | 9 травня 2022   |                       | Спущено на воду |
| «Клівленд»             | LCS-31         |                  |                 |                       | Замовлено |